# Ramsés Bustos
Ramsés Maximiliano Bustos Guerrero (sinh ngày 13 tháng 10 năm 1991) là một cầu thủ bóng đá Chile hiện đang chơi cho Unión Española ở vị trí tiền đạo. Buriram United chấm dứt hợp đồng với anh vì lý do kỷ luật.